# Heimelijke gaven
Heimelijke gaven is een Joods volksverhaal.

## Het verhaal
Simon woont in een wijk van Jeruzalem, niemand kent hem. Hij is erg vroom, hij leest elke dag alle Psalmen. Hij bidt 's ochtends en 's avonds met een minjan en op sjabbat neemt hij de parsja van de week door. Hij is gierig, maar men weet dat hij veel geld heeft. Simon slaat alle uitnodigingen af en verlaat zijn huis alleen om naar de synagoge te gaan. Alleen Chaim mag Simon af en toe bezoeken. Chaim wil dat Simon de armen en gebrekkigen helpt, maar dit lukt niet. Mordechai de molenaar en Gabriël de slager bieden hulp aan degene die dit nodig heeft. Wie geen challot voor de sabbat kan kopen, krijgt dit bij de weldoeners. De schuld wordt in een boek genoteerd. 
Chaim komt op een dag bij de molenaar voor meel en moet na de sabbat betalen. Hij heeft echter geen geld en vraagt Simon. Hij vraagt waarom Chaim komt bedelen en stuurt hem naar de molenaar. Simon zegt dat Mordechai en Gabriël altijd geven en toch rijker worden. Chaim wordt boos en zegt dat Simon het geld niet mee kan nemen in het graf. Hij verlaat Simons huis en komt nooit weer terug. Simon wordt levenloos in zijn huis gevonden. Niemand heeft medelijden. Zelfs de leden van de begrafenisonderneming willen niks voor hem doen. Psalm 49 vers 11 slaat op Simon; hij ging heen, zijn fortuin voor anderen achterlatend. De volgende vrijdag komt de waarheid aan het licht, Gabriël en Mordechai weigeren nog geld te geven. Simon had tot zijn dood geld aan hen gegeven, maar dit gebeurt niet meer.

## Achtergronden
- Zie ook jodendom.